# 일드프랑스

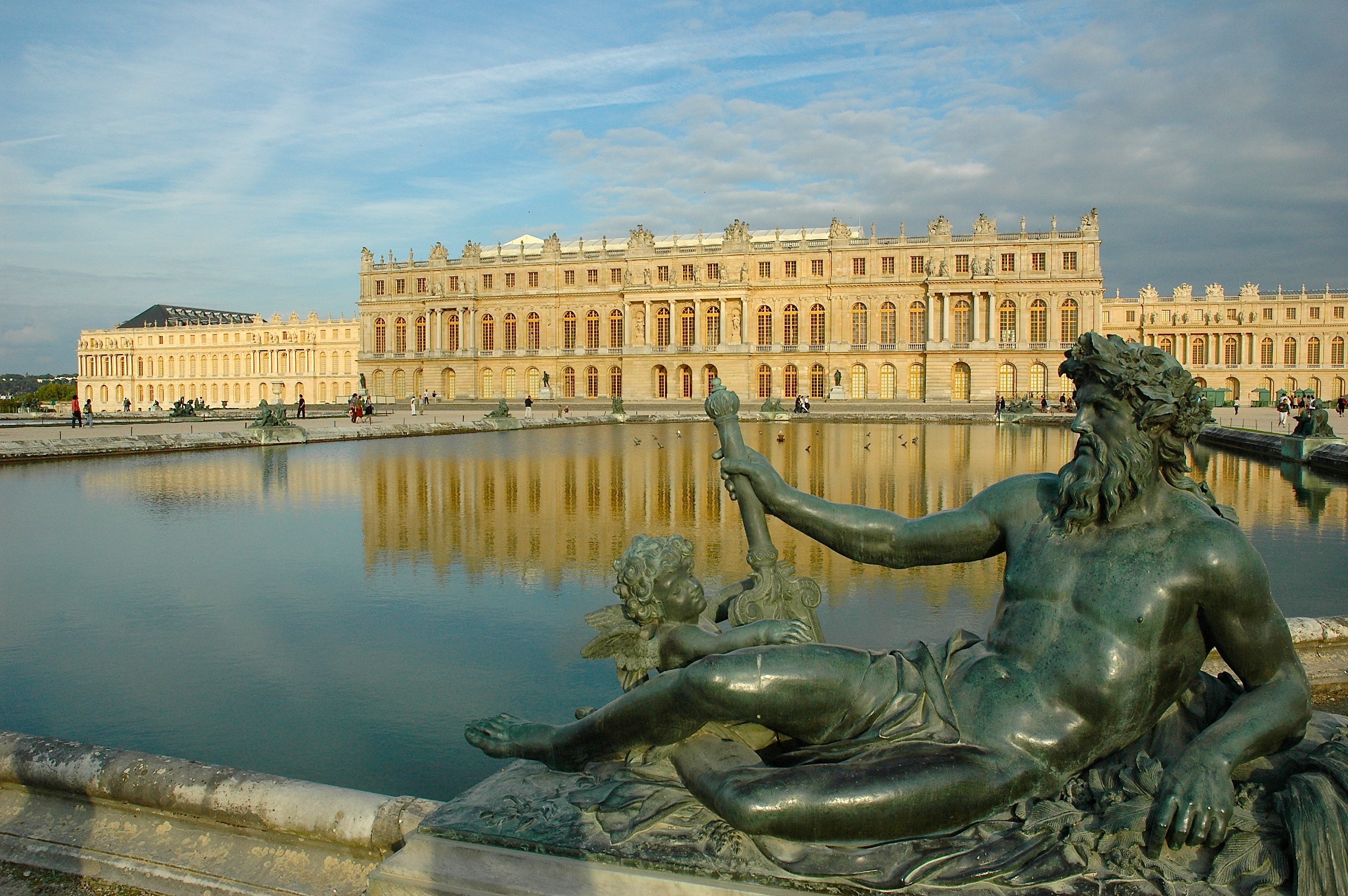
이블린의 베르사유 궁, 유네스코 세계문화유산.

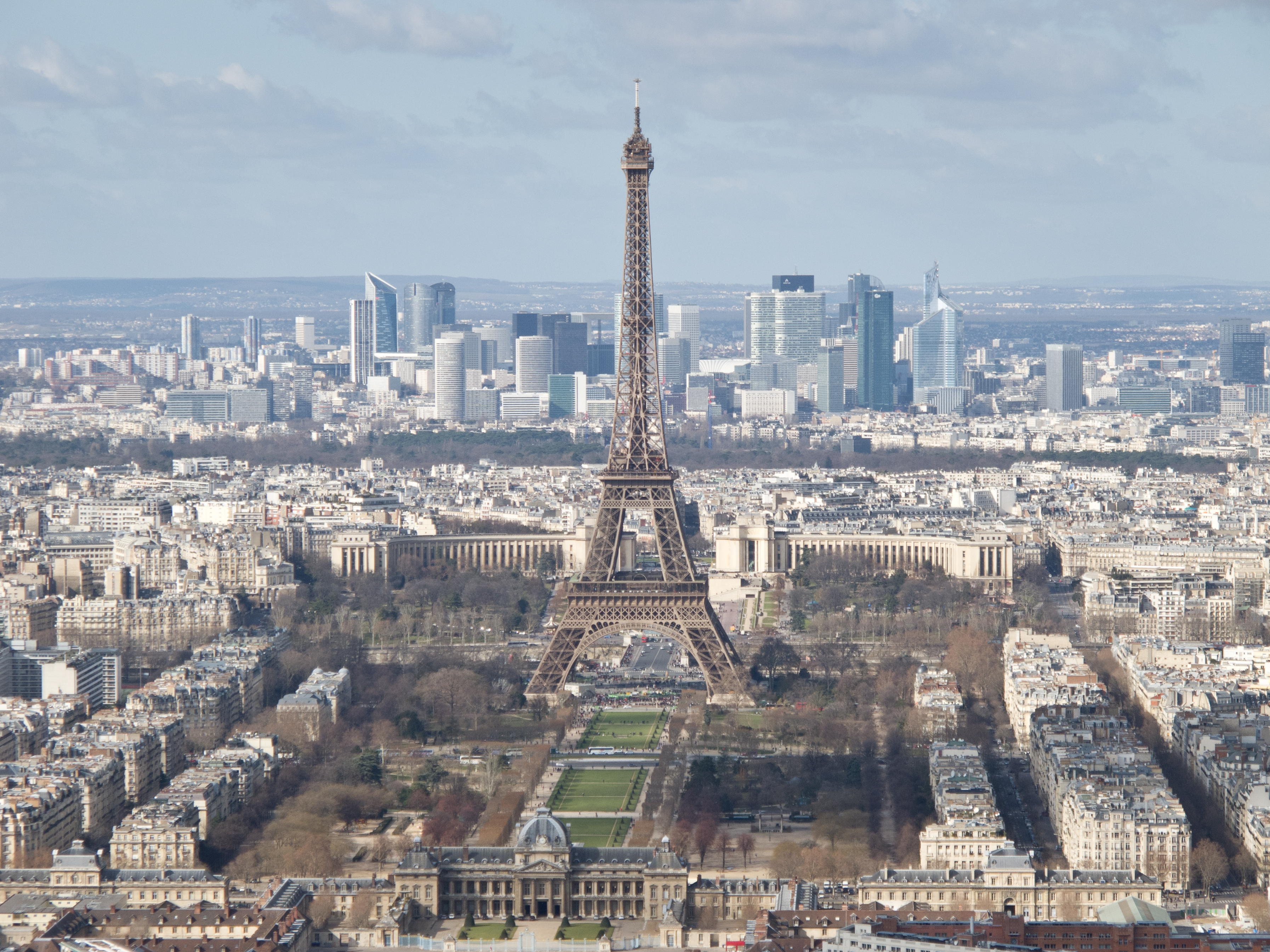
맨 앞에는 파리의 샹드마르스와 에펠탑, 뒷쪽으로는 라데팡스부터 오드센의 퓌토, 쿠르브부아, 낭테르까지의 스카이라인

일드프랑스(Île-de-France; 프랑스어 발음: [il də fʁɑ̃s])는 프랑스의 행정 구역이자 역사적 지역을 일컫는다. 일드프랑스는 인구가 매우 밀집한 지역으로, 프랑스 본토 인구의 18.8%가 프랑스 본토 면적의 2.2%에 지나지 않는 일드프랑스에 거주하고 있다. 일드프랑스는 프랑스에서 가장 많은 인구가 거주하는 지역(2016년 1,212만명)이자, 가장 인구밀도가 높은 지역(1,006명/ km2)이다. 일드프랑스 거주민은 프랑실리앵(Franciliens)으로 불린다. 일드프랑스는 가끔 부적절하게 "파리 지역(région parisienne)"이라고 불리기도 하며, 이 같은 명칭에서 볼 수 있듯 파리 도시권(agglomération parisienne)을 중심으로 심히 집중되어 있는데, 일드프랑스 면적 중 23.7%가 파리 도시권에 속해있으며, 88.6%의 인구가 이곳에 거주하고 있다. 파리 도심 구역(aire urbaine; 고용권(雇用圏; bassin d’emploi)이라는 개념과 일치함)은 파리 일드프랑스 및 근교 지역을 거의 포괄하는 용어이다.
2015년 일드프랑스의 추정 GDP는 6,420억 유로이며, 1인당 GDP는 55,227 유로로, 프랑스에서 가장 부를 창출하는 지역이다. 일드프랑스는 동시에 유럽의 중심 가운데 하나로, 유럽 지역 가운데 GDP(PPP)가 노르트라인베스트팔렌 다음 순위로, 2번째로 높으며, 1인당 GDP(PPP)는 6번째로 높은데, 이는 체코 프라하 도심권 다음 순위로, 7번째로 높은 아일랜드 서던앤이스턴(더블린)보다 앞섰다.
일드프랑스는 다섯 곳의 프랑스 레지옹, 북쪽의 오드프랑스, 동쪽의 그랑테스트, 남동쪽의 부르고뉴-프랑슈-콩테, 남서쪽의 상트르-발 드 루아르, 서쪽의 노르망디와 경계를 닿고 있다.

## 역사

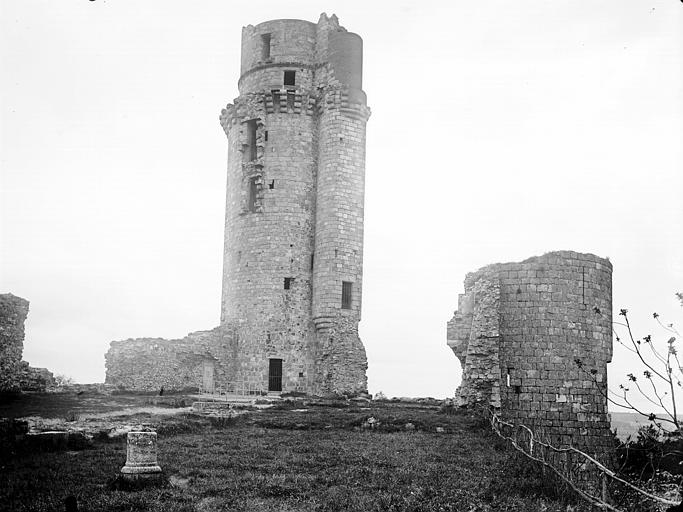
일드프랑스 남쪽, 페이드프랑스와 오를레아네 사이에 위치한, 프랑스 왕실 영토의 요충지이자, 7세기 초 카페 가문과 티보 가문간 투쟁의 발화점이 된 유명한 장소인 몽레리 탑.

일드프랑스 지역은 10세기부터 카페 가문의 군주들에 의하여 왕실 영토로서 성립되었다. 흙으로 가득한 이곳에 일드프랑스(일Île은 프랑스어로 섬이라는 뜻으로, 일드프랑스Île-de-France라는 이름을 직역하면 프랑스의 섬이 됨)라는 이름이 붙은 것이 의아할지도 모르나, 이 지역에서 쓰이는 언어가 우아즈 강, 마른강, 센강을 경계로 하여 사용 지역을 두고 있기에 이러한 이름이 붙은 것으로 보인다. 일드프랑스라는 명칭에 관한 더 역사적인 설명으로는, 리들르 프랑크(Liddle Franke), 즉 프랑크어로 "작은 프랑스"라는 의미의 이름이 변화된 것임을 들 수 있다. 일드프랑스 지역은 게르만족의 대이동 와중 프랑크족이 골족을 침공한 이래 정착한 땅 중 하나이다. 하지만 이러한 설명은 프랑크어가 소멸하고 한 세기 이후에나 일드프랑스라는 명칭이 등장하였다는 점에서 문제를 보인다. 특히, 마르크 블로크에 따르면, 일드프랑스라는 이름은 1387년 프루아사르의 연대기에서 "페이 드 프랑스(Pays de France; 프랑스 지방)"라는 이름 대신 쓰이며 처음 등장하였다.
일드프랑스는 왕정 시기 프랑스 프로뱅스였으며, 행정적으로는 프랑스 국왕의 직접 통치를 받는 관할구역이었다. 앙시앵 레짐 시기 또 다른 행정 구역이던 파리 납세구는, 파리 지사(intendant)가 관할했으며, 일드프랑스 관할구역에 속하지 않았다.
프랑스의 다른 모든 프로뱅스와 마찬가지로, 일드프랑스는 1789년 데파르트망 행정 구역 체제 도입으로 인해 공식적으로 폐지되었다. 일드프랑스는 1982년 가스통 드페르가 추진한 지방자치법과 함께 다시 공식 지위를 획득하기에 이른다. 현재 일드프랑스는 8개의 데파르트망, 에손, 오드센, 파리, 센생드니, 센에마른, 발드마른, 발두아즈, 이블린으로 다시 나뉜다.
앙시앵 레짐 말엽까지 일드프랑스 프로뱅스는 북부와 북동쪽으로 확장하여, 현재 앤(Aisne)에 속해있는 수아소네(Soissonnais)와 라오누아(Laonnois) 지방까지 포괄하게 되었으며, 현재 우아즈(피카르디)에 속해있는 보베지(Beauvaisis), 누아요네(Noyonnais) 및 발루아 지방 또한 일드프랑스에 속하게 되었으나, 동쪽으로는 그닥 확장을 하지 않았는데, 모(Meaux) 근처의 브리 샹프누아즈(Brie champenoise)는 당시 샹파뉴에 속해있었다. 남쪽으로는 가티네(Gâtinais)를 포함하는 등, 일드프랑스 지방의 경계가 지금과 거의 똑같았는데, 서쪽 역시 엡트(Epte) 강을 기점으로 노르망디와 현재와 같은 경계를 두었다. 이 같은 경계는 파리 상인 길드의 경제적 활동 지역과는 완벽히 일치하지 않으나, 군사 관할구역의 경계와 일치한다. 한편, 이 같은 역사적 사실은 일드프랑스의 어원이 리들르 프랑크에서 왔다는 가설을 강화시키는 반면, 강에 둘러싸였다는 지리적인 측면에서 그 어원을 따왔다는 가설은 약화시켰다.
17세기, 대규모의 일드프랑스 주민이 누벨프랑스(캐나다)를 개척하러 떠났는데, 그 중에서 특히 “왕의 딸들(filles du Roy)“이라는 개척단이 유명하다.
프랑스 혁명의 여파로 일드프랑스는 5개의 데파르트망, 센, 센에우아즈, 센에마른, 우아즈, 엔으로 분할되었다.
프랑스의 레지옹 체제는 1945년 이후 재도입되었으며, 1964년부터 지방 행정 자치 제도가 도입되었고, 1982년부터는 옛 프로뱅스 체제를 강화한 지방 정치 자치 제도를 도입하였다.

### 데파르트망으로의 분할
센, 센에우아즈, 센에마른 데파르트망의 경계는 프랑스 혁명 시기인 1790년 2월 16일, 프랑스 행정 구역을 데파르트망으로 구획하는 법령을 통하여 조정되었다. 넓은 지방에 대한 수도 파리의 지배권을 방지하면서도 식량 생산을 자체적으로 할 수 있는 지대를 파리 시획에 포함하고자, 센 데파르트망은 노트르담 대성당을 기준으로 3리그(12km)의 반경을 포함한다는 원칙 하에 구획되었으며, 모든 방면이 베르사유를 도청 소재지로 둔 센에우아즈 데파르트망으로 둘러싸였다.
일드프랑스 레지옹의 현 경계는 레지옹 계획을 세운 1955년 6월 30일 칙령에 이어, 레지옹 체제를 정립하고자 공표된 1956년 11월 28일 부령(部令)에 그 기원을 둔다. 처음에는 파리 레지옹으로 불렸던 일드프랑스 레지옹은, 1941년 3월 비시 정권이 만든 고위급 공무원직인 지역 지사(préfet régional)가 권한을 지니고 있던 센, 센에마른, 센에우아즈 데파르트망을 포괄하였다. 일드프랑스 레지옹은 뒤이어 1948년 구획되어 특별행정총감(IGAME)이 관활하는 "관할 구역(igamie)"로 알려진, 행정권을 지닌 9개의 구역 중 하나가 되었다. 1960년, 레지옹 계획이 레지옹 실행 구역으로 행해지던 때 역시 파리 레지옹의 경계는 바뀌지 않았다.

## 상징

### 문장
방패나 깃발(군기)의 형태를 띤 일드프랑스의 휘장은 2010년에 파리 주조소에서 일드프랑스 지역을 상징하는 3개에 백합을 도안으로 하여 10유로 동전을 찍어냈으며, 일드프랑스 헌병대의 공식 마크로 사용되기는 하지만, 공식적 지위가 없는 상징이다. 한편, 현 일드프랑스 지방 의회는 공식적으로 불규칙적인 빨간 팔각성 로고를 사용한다. 앞서 언급한 휘장은 사실 옛 프랑스 왕실 영토의 휘장으로, 일드프랑스의 비공식 휘장은 여기서 파생되었다. 이 휘장은 1943년 5월 1일 발행된 로베르 루이가 도안한 20프랑 우표에서처럼, 또는 여러 스카우트 운동의 지역 휘장에서 보이는 것처럼, 가끔 "옛 프랑스" 휘장(푸른 바탕 위에 수놓아진 백합) 대신 사용되곤 한다. "프랑스의de France 백합"이나 "옛 프랑스France ancien 백합"으로 칭해지기도 하는 휘장의 백합은, 파리, 생드니, 몽트뢰, 퓌토, 카샹, 빌팽트, 쥐지에 등 일드프랑스에 속한 여러 도시의 휘장에서 나타난다.
| Blason historique d'Île-de-France | 일드프랑스의 백합 휘장. 센에마른같은 일드프랑스 지역에 속한 몇몇 데파르트망의 휘장의 기본 틀로서 사용되곤 함. |

| Blason historique d'Île-de-France | 일드프랑스의 "역사적" 문장. "세 금색 백합이 수놓아진 파란색" 휘장. |

## 지리

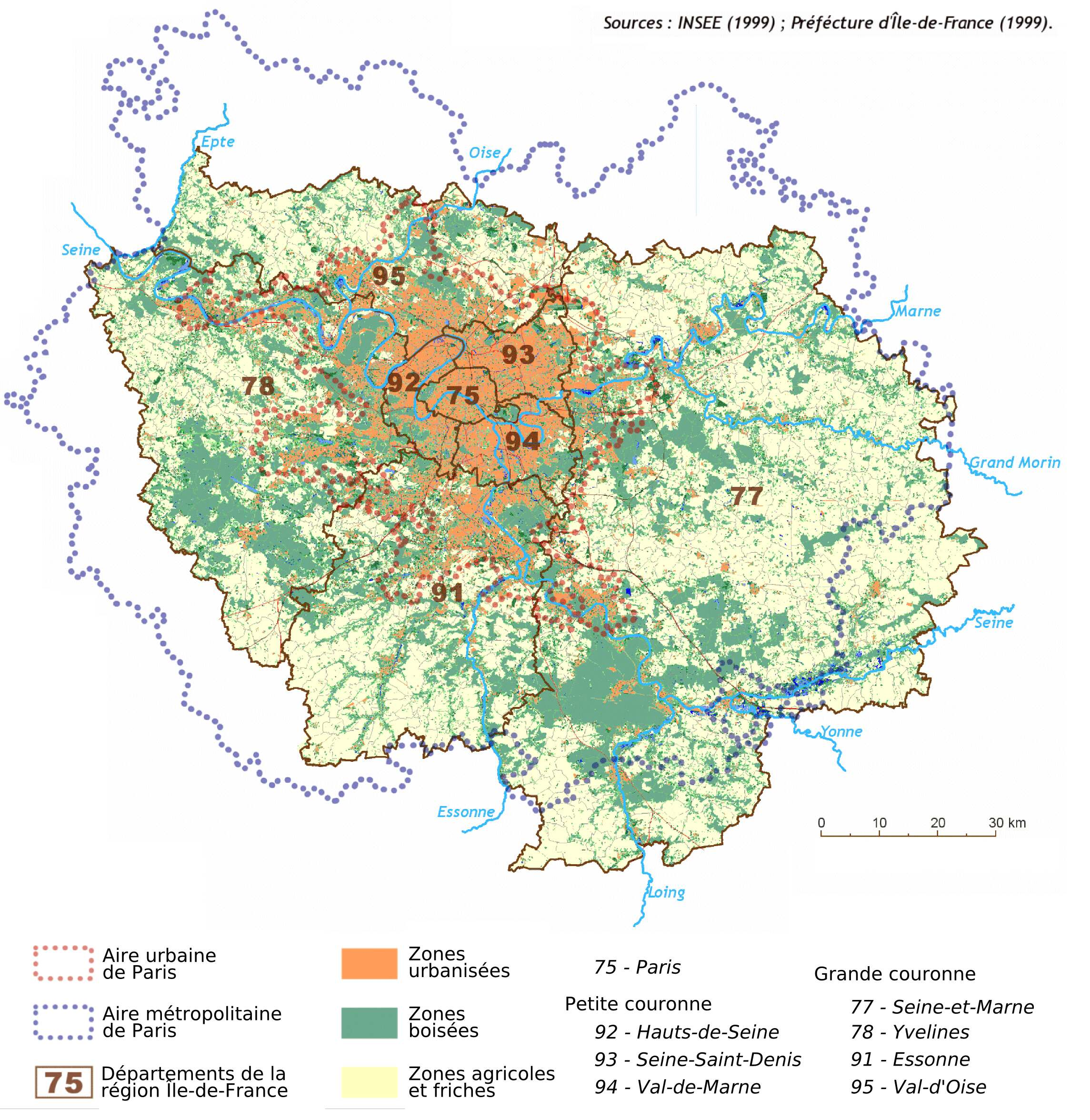
일드프랑스의 도심지

## 행정
지방의회가 일드프랑스 레지옹의 행정을 담당한다. 지방 의회는 파리 7구 바르베드주이가 33번지에 위치하였으며, 2015년부터 발레리 페크레스(공화당)이 의장을 맡고 있다.
일드프랑스 지방의회 의석은 총 209석으로, 아래 정당의 의원으로 구성되어 있다.
- 공화당 (LR) : 81석, 대표 오트망 나스루
- 다함께, 일드프랑스 (PS 및 제휴 정당) : 26석, 대표 나데주 아자즈
- 민주당-무소속 연합 (UDI) : 29석, 대표 프랑크 세코니
- 국민연합 - IDF 블뢰 마린 (FN) : 21석, 대표 왈르랑 드 생쥐스트
- 유럽 생태녹색당 및 제휴 정당 (EELV) : 23석, 대표 무니르 사투리
- 중도-민주당 (CD) : 13석, 대표 얀 베를리히
- 좌파전선, 프랑스 공산당, 좌파당, 다함께!, 공화-사회당 (FdG) : 11석, 대표 셀린 말레제 (PCF)
- 급진당, 공화 시민 운동, 생태당 및 제휴 정당 (RCDE) : 6석, 대표 에디 에 (PRG)
- 무소속 1명

일드프랑스 레지옹의 레지옹 지사는 파리 지사이다.

### 일드프랑스의 정치
엠마뉘엘 마크롱은 2017년 1차 대선 때 일드프랑스에서 우세를 보였다.
| 선거 / 단체       | 우파                      | 좌파                         |
| ----------------- | ------------------------- | ---------------------------- |
| 2012년 대선 (2차) | 46,68 % (니콜라 사르코지) | 53,32 % (프랑수아 올랑드)    |
| 지방의회 (2015)   | 121 (LR-UDI-MoDem -DVD)   | 66 (PS-PRG-EELV-PCF-MRC-DVG) |
| 도의회 (2015)     | 5                         | 3                            |
| 하원 (2012)       | 44                        | 53                           |
| 상원 (2011)       | 23                        | 30                           |
| 시장 (2014)       | 4                         | 4                            |

출처 : 내무부

## 경제

### 일드프랑스의 일자리
| 데파르트망   | 면적 (km2) | 인구       | 일자리    | 1헥타르당 일자리 | 생산 인구 | 생산 인구 당 일자리 |
| ------------ | ---------- | ---------- | --------- | ---------------- | --------- | ------------------- |
| 파리         | 105        | 2,206,488  | 1,797,745 | 171.21           | 1,228,177 | 1.46                |
| 센에마른 (2) | 5,915      | 1,390,121  | 453,659   | 0.77             | 702,411   | 0.65                |
| 이블린 (2)   | 2,285      | 1,427,291  | 533,120   | 2.33             | 706,250   | 0.75                |
| 에손 (2)     | 1,804      | 1,276,233  | 442,935   | 2.46             | 633,735   | 0.70                |
| 오드센 (1)   | 176        | 1,601,569  | 949,628   | 53.96            | 844,401   | 1.12                |
| 센생드니 (1) | 236        | 1,592,663  | 565,179   | 23.95            | 777,044   | 0.73                |
| 발드마른 (1) | 245        | 1,372,389  | 517,097   | 21.11            | 698,027   | 0.74                |
| 발두아즈 (2) | 1,246      | 1,215,390  | 422,085   | 3.39             | 600,228   | 0.70                |
| (1) 소도심권 | 657        | 4,566,641  | 2,031,904 | 30.93            | 2,319,472 | 0.88                |
| (2) 대도심권 | 11,250     | 5,309,035  | 1,851,799 | 1.65             | 2,642,624 | 0.70                |
| 일드프랑스   | 12,012     | 12,082,144 | 5,682,048 | 4.73             | 6,190,275 | 0.92                |

| 코뮌                       | 일자리    |
| -------------------------- | --------- |
| 파리                       | 1,797,745 |
| 쿠르브부아                 | 95,919    |
| 생드니                     | 84,851    |
| 불로뉴비양쿠르             | 84,737    |
| 낭테르                     | 82,156    |
| 퓌토                       | 77,752    |
| 루아시앙프랑스             | 74,303    |
| 르발루아페레               | 55,447    |
| 몽트뢰                     | 53,732    |
| 이시레물리노               | 53,101    |
| 크레테유                   | 53,028    |
| 베르사유                   | 46,886    |
| 뇌이쉬르센                 | 45,741    |
| 뤼에유말메종               | 43,383    |
| 2015년 1월 1일 직장 일자리 |           |

## 인구
| 연도 | 인구      | ±%     |
| ---- | --------- | ------ |
| 1801 | 1,352,280 | —      |
| 1806 | 1,407,272 | +4.1%  |
| 1821 | 1,549,811 | +10.1% |
| 1826 | 1,780,900 | +14.9% |
| 1831 | 1,707,181 | −4.1%  |
| 1836 | 1,882,354 | +10.3% |
| 1841 | 1,998,862 | +6.2%  |
| 1846 | 2,180,100 | +9.1%  |
| 1851 | 2,239,695 | +2.7%  |
| 1856 | 2,552,980 | +14.0% |
| 1861 | 2,819,045 | +10.4% |
| 1866 | 3,039,043 | +7.8%  |
| 1872 | 3,141,730 | +3.4%  |

| 연도 | 인구      | ±%     |
| ---- | --------- | ------ |
| 1876 | 3,320,162 | +5.7%  |
| 1881 | 3,726,118 | +12.2% |
| 1886 | 3,934,314 | +5.6%  |
| 1891 | 4,126,932 | +4.9%  |
| 1896 | 4,368,656 | +5.9%  |
| 1901 | 4,735,580 | +8.4%  |
| 1906 | 4,960,310 | +4.7%  |
| 1911 | 5,335,220 | +7.6%  |
| 1921 | 5,682,598 | +6.5%  |
| 1926 | 6,146,178 | +8.2%  |
| 1931 | 6,705,579 | +9.1%  |
| 1936 | 6,785,750 | +1.2%  |
| 1946 | 6,597,758 | −2.8%  |

| 연도      | 인구       | ±%     |
| --------- | ---------- | ------ |
| 1954      | 7,317,063  | +10.9% |
| 1962      | 8,470,015  | +15.8% |
| 1968      | 9,248,631  | +9.2%  |
| 1975      | 9,878,565  | +6.8%  |
| 1982      | 10,073,059 | +2.0%  |
| 1990      | 10,660,554 | +5.8%  |
| 1999      | 10,952,011 | +2.7%  |
| 2007      | 11,598,866 | +5.9%  |
| 2012      | 11,898,502 | +2.6%  |
| 2017      | 12,174,880 | +2.3%  |
| 2020 est. | 12,278,210 | +0.8%  |

## 문화

### 농촌 문화

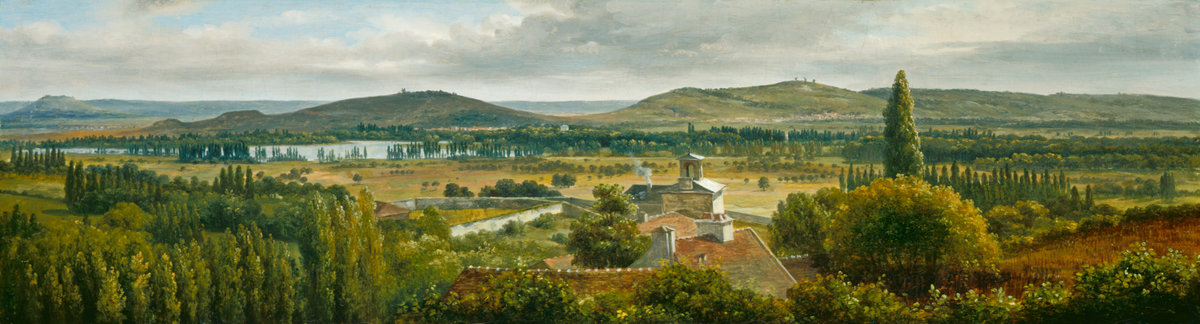
일드프랑스 전경, 테오도르 루소 작, 1830년. 사실은 몽모랑시에서 내려다 본 앙기엔 호수 전경.

일드프랑스의 가장 변두리 지역은 신도시가 들어서기 전까지 매우 비옥한 땅으로 구성된 농촌 지대였다. 현재까지도 거의 80%에 가까운 지역이 경작지와 숲으로 구성되어 있다.
파리 도시권의 확장에도 불구하고, 수도 파리를 둘러싼 각각의 작은 지역들은 여전히 농업에 종사하거나, 많은 경우 성이나 문화유산으로 지정된 교회같은 기념비적인 유산들과, 빨래터, 십자가의 길, 요새화된 농가, 방앗간 등과 같은 지방 교유의 유산을 보유하고 있다. 이같은 유산을 보존하기 위하여 1980년대부터 벡생과 같은 특정 지역을 유산으로 지정하고, 이후 네 곳의 지역 자연공원을 고안하는 등의 노력이 이루어졌다.

## 같이 보기
- 메트로폴 뒤 그랑 파리